# Петер Жолдош
Петер Жолдош (20 квітня 1930, Сентеш, Угорщина — 26 вересня 1997, Будапешт, Угорщина) — угорський письменник-фантаст, що присвячував свою творчість космічним подорожам та роботам.

## Біографія
Народився в місті Сентеш в 1930 році. В 1956 році закінчив Будапештську консерваторію. Після чого працював музичним редактором на Угорському радіо. Писати в жанрі наукової фантастики розпочав 1963 року романом Повернення вікінга. Фантастику розпочав писати під впливом романів «Аеліта» Олексія Толстого та «Який чудесний світ новий!» Олдоса Хакслі. В своїх творах піднімав часто філософські питання, також відомий як «угорський Лем». Помер в Будапешті 26 вересня 1997 року. З 1998 року вручається угорська національна премія з наукової фантастики імені Петера Жолдоша.

## Твори
- Трилогія Ґреґор Ман
  - Повернення вікінга угор. A Viking visszatér (1963)
  - Вогонь на відстані[hu] угор. Távoli tűz (1967)
  - Остання спокуса угор. Az utolsó kísértés(1988)
- Науково-фантастичні романи
  - Надзавдання угор. Az utolsó kísértés (1971)
  - Контрапункт[hu] угор. Ellenpont (1973)
  - Мертві не відкидають тіні[hu] угор. A holtak nem vetnek árnyékot (1983)
- Науково-фантастичні оповідання
  - Хороший тілоохоронець угор. A jó testőr (1997)
  - Северус угор. Severus (2007)